# La Candelaria (Catamarca)
La Candelaria es una localidad de la provincia argentina de Catamarca, dentro del Departamento Ancasti.
Se encuentra enclavada en los faldeos orientales de la sierra de Ancasti a 661 m s. n. m., se accede por la RP 15, distando 20 km al noreste de Anquincila.

## Población
Cuenta con 88 habitantes (Indec, 2001) lo que representa un incremento del 11,39% frente a los 79 habitantes (Indec, 1991) del censo anterior.